# أم الصفا
أم الصفا قرية سوريّة تتبع إداريّاً لمحافظة حلب منطقة منبج ناحية مركز منبج، بلغ تعداد سكانها 482 نسمة حسب التعداد السكاني لعام 2004.